# Cruz Tetela
Cruz Tetela är en ort i Mexiko.   Den ligger i kommunen Omealca och delstaten Veracruz, i den sydöstra delen av landet, 270 km öster om huvudstaden Mexico City. Cruz Tetela ligger 313 meter över havet och antalet invånare är 1 000.
Terrängen runt Cruz Tetela är varierad. Runt Cruz Tetela är det ganska tätbefolkat, med 100 invånare per kvadratkilometer. Närmaste större samhälle är Cuitláhuac, 13,7 km norr om Cruz Tetela. Trakten runt Cruz Tetela består till största delen av jordbruksmark.